# Металлург-Магнитогорск
«Металлу́рг-Магнитого́рск» — российский футбольный клуб из города Магнитогорск Челябинской области.

## Названия
- 1937—1938 — «Металлург Востока».
- 1948—1949, 1958—1996 — «Металлург».
- 1997—1998 — «Магнитка».
- 1999—2003, 2005 — «Металлург-Метизник».
- 2004, 2006—2016 — «Магнитогорск».
- с 2017— «Металлург-Магнитогорск».

В 1990-х годах Магнитогорский металлургический комбинат переставал финансировать команду, затем стал курировать клуб. В 2000-х годах клуб перешёл в ведение города, а с 2017 года металлургический комбинат вновь стал оказывать клубу спонсорскую поддержку наряду с финансированием из городского бюджета.

## История
Основан в 1932 году.
В первенстве СССР участвовал в 1948—1949 и 1958—1991 годах: во второй группе, классе «Б», второй группе класса «А» и второй лиге. Высшее достижение в классе «Б» — 3-е место в 1959 году в зоне 6, во второй лиге — 2-е место в 1983 году в зоне 2. В 1974 году команда выиграла Кубок РСФСР.
В первенстве России в 1992—1993 годах выступал в первой лиге, а в 1994—2005 годах — во второй лиге/втором дивизионе (с перерывом в 2004 году, когда играл в любительском первенстве России). Перед сезоном 1998 года объединился с командой третьей лиги «Метизник» (Магнитогорск), образовав команду «Металлург-Метизник» (тем не менее, в 1998 году команда носила то же название, что и в 1997 году — «Магнитка»). Высшее достижение в первой лиге — 15-е место в центральной зоне в 1992 году, во втором дивизионе — 6-е место в зоне «Урал» в в 1999 году.
В любительском первенстве России в зоне «Урал и Западная Сибирь» в 2006, 2021 и 2024 годах занимал 1-е место, в 2004 и 2017 — 2-е, в 2020 году — 3-е место.
Победитель Кубка РСФСР среди команд 2-й зоны второй лиги (1985). Обладатель Кубка Урала (2004, 2018), финалист - 2019 и 2023 г. Обладатель Суперкубка Урала и Западной Сибири (2019).  Победитель финального турнира Кубка России среди любительских команд (2020).

### Главные тренеры
- Рябов, Павел Федорович (1948—1949)
- Мирский, Феликс Захарович (1957—1969)
- Дземешкевич, Юрий Семенович (1970)
- Валерий Калугин (1971)
- Дмитриев, Константин Николаевич (1972—1973)
- Мирский, Феликс Захарович (1973—1976)
- Турлыгин, Валерий Николаевич (1976—1980)
- Геннадий Сарычев (1981)
- Альфред Фёдоров (1981)
- Анатолий Козлов (1982—1985)
- Валерий Калугин (1986)
- Чернов, Александр Андреевич (1987)
- Турлыгин, Валерий Николаевич (1988)
- Касюк, Игорь Александрович (1988—1989)
- Дроздов, Лев Павлович (1990)
- Пилихоца, Пётр Иванович (1990, с июля)
- Виктор Лукашенко (1991—1992)
- Борис Копейкин (1993)
- Аркадий Шестаев (1993)
- Виктор Соколовский (1994)
- Касюк, Игорь Александрович (1995—1996)
- Виктор Соколовский (1997)
- Кукушкин, Александр Васильевич (1998—2000)
- Коберский, Виталий Мирославович (2001)
- Валерий Знарок (2002—2003)
- Попов, Геннадий Фёдорович (2005)
- Филонов, Станислав Анатольевич (2006—07?)
- Михаил Рылов (2013)
- Малахов, Максим Юрьевич (2018-22)
- Петухов, Сергей Сергеевич (с 2023)

## Рекордсмены клуба
По числу голов
- Пресняков, Владимир Борисович — 128 мячей
- Пикунов, Вадим Алексеевич — 118 мячей
- Звездин, Андрей Витальевич — 79 мячей
- Князев, Андрей Николаевич — 75 мячей
- Каунов, Александр Валерьевич — 70 мячей

По числу матчей
- Пикунов, Вадим Алексеевич — 460 матчей
- Худяков, Юрий Иванович — 452 матча
- Ноздрачёв, Виталий Владимирович — 433 матча
- Куликов, Виктор Павлович — 419 матчей
- Филонов, Станислав Анатольевич — 391 матч

## Статистика выступлений
| Сезон | Чемпионат | Чемпионат                            | Чемпионат                            | Чемпионат                            | Чемпионат                            | Чемпионат                            | Чемпионат                            | Чемпионат                            | Чемпионат                            | Чемпионат                            | Кубок                                | Чемпионат                            | Чемпионат                            | Тренер                                    |
| Сезон | Дивизион  | Дивизион                             | зона                                 | И                                    | В                                    | Н                                    | П                                    | РМ                                   | О                                    | М                                    | Кубок                                | Бомбардир                            | Г                                    | Тренер                                    |
| ----- | --------- | ------------------------------------ | ------------------------------------ | ------------------------------------ | ------------------------------------ | ------------------------------------ | ------------------------------------ | ------------------------------------ | ------------------------------------ | ------------------------------------ | ------------------------------------ | ------------------------------------ | ------------------------------------ | ----------------------------------------- |
| 1937  | —         | —                                    | —                                    | —                                    | —                                    | —                                    | —                                    | —                                    | —                                    | —                                    | 1/32                                 | —                                    | —                                    | Союз Советских Социалистических Республик |
| 1938  | —         | —                                    | —                                    | —                                    | —                                    | —                                    | —                                    | —                                    | —                                    | —                                    | 1/256                                | —                                    | —                                    | Союз Советских Социалистических Республик |
| 1947  | –         | Обладатель Кубка Челябинской области | Обладатель Кубка Челябинской области | Обладатель Кубка Челябинской области | Обладатель Кубка Челябинской области | Обладатель Кубка Челябинской области | Обладатель Кубка Челябинской области | Обладатель Кубка Челябинской области | Обладатель Кубка Челябинской области | Обладатель Кубка Челябинской области | Обладатель Кубка Челябинской области | Обладатель Кубка Челябинской области | Обладатель Кубка Челябинской области | Павел Рябов                               |
| 1948  | D2        | Группа II                            | II зона                              | 24                                   | 7                                    | 1                                    | 16                                   | 34—66                                | 15                                   | 11–е                                 | 1/16                                 | А.Михайлов                           | 8                                    | Павел Рябов                               |
| 1949  | D2        | Группа II                            | II зона                              | 24                                   | 4                                    | 6                                    | 16                                   | 24—61                                | 14                                   | 13–е                                 | 1/256                                | А.Михайлов                           | 4                                    | Павел Рябов                               |
| 1950  | —         | КФК                                  | Североурал                           | 14                                   | 3                                    | 4                                    | 7                                    | 13—26                                | 10–е                                 | —                                    | —                                    | —                                    | —                                    | Феликс Мирский                            |
| 1951  | —         | —                                    | —                                    | —                                    | —                                    | —                                    | —                                    | —                                    | —                                    | —                                    | —                                    | —                                    | —                                    | Феликс Мирский                            |
| 1952  | —         | КФК                                  | Урал                                 | 24                                   | 12                                   | 8                                    | 4                                    | 46—37                                | 32                                   | 5–е                                  | —                                    | —                                    | —                                    | Феликс Мирский                            |
| 1953  | —         | КФК                                  | Урал                                 | 8                                    | 5                                    | 0                                    | 3                                    | 19—9                                 | 10                                   | 3–е                                  | —                                    | —                                    | —                                    | Феликс Мирский                            |
| 1954  | —         | КФК                                  | Урал                                 | 14                                   | 2                                    | 1                                    | 2                                    | 13—9                                 | —                                    | —                                    | —                                    | —                                    | —                                    | Феликс Мирский                            |
| 1955  | —         | КФК                                  | Урал                                 | 18                                   | 12                                   | 5                                    | 1                                    | 39—9                                 | 27                                   | 1–е                                  | —                                    | —                                    | —                                    | Феликс Мирский                            |
| 1956  | —         | КФК                                  | Южная                                | 9                                    | 7                                    | 0                                    | 1                                    | 23—12                                | 14                                   | 1-е                                  | —                                    | —                                    | —                                    | Феликс Мирский                            |
| 1957  | —         | КФК                                  | Урал                                 | 10                                   | 7                                    | 1                                    | 2                                    | 28—12                                | 15                                   | 1-е                                  | —                                    | —                                    | —                                    | Феликс Мирский                            |
| 1958  | D2        | Класс Б                              | V зона                               | 30                                   | 9                                    | 10                                   | 11                                   | 49—50                                | 28                                   | 10-е                                 | 1/128                                | Мелконян                             | 11                                   | Феликс Мирский                            |
| 1959  | D2        | Класс Б                              | VI зона                              | 26                                   | 15                                   | 2                                    | 9                                    | 46—31                                | 32                                   | 3–е                                  | 1/128                                | Туфатуллин, Щетинин                  | 12                                   | Феликс Мирский                            |
| 1960  | D2        | Класс Б                              | IV зона                              | 28                                   | 7                                    | 9                                    | 12                                   | 43—60                                | 23                                   | 10–е                                 | —                                    | Щетинин                              | 5                                    | Феликс Мирский                            |
| 1961  | D2        | Класс Б                              | V зона                               | 24                                   | 6                                    | 6                                    | 12                                   | 25—38                                | 18                                   | 10–е                                 | 1/128                                | Круглов                              | 4                                    | Феликс Мирский                            |
| 1962  | D2        | Класс Б                              | IV зона                              | 30                                   | 10                                   | 7                                    | 13                                   | 41—43                                | 27                                   | 11–е                                 | 1/256                                | Михин                                | 12                                   | Феликс Мирский                            |
| 1963  | D3        | Класс Б                              | IV зона                              | 30                                   | 10                                   | 9                                    | 11                                   | 36—36                                | 29                                   | 7–е                                  | 1/256                                | Щетинин                              | 10                                   | Феликс Мирский                            |
| 1964  | D3        | Класс Б                              | V зона                               | 32                                   | 11                                   | 11                                   | 10                                   | 31—27                                | 33                                   | 8–е                                  | 1/1028                               | Теленков                             | 6                                    | Феликс Мирский                            |
| 1965  | D3        | Класс Б                              | V зона                               | 38                                   | 19                                   | 11                                   | 8                                    | 57—31                                | 49                                   | 4–е                                  | 1/512                                | Теленков                             | 15                                   | Феликс Мирский                            |
| 1966  | D3        | Класс Б                              | V зона                               | 32                                   | 16                                   | 7                                    | 9                                    | 40—28                                | 39                                   | 3–е                                  | 1/2048                               | Сулейманов                           | 5                                    | Феликс Мирский                            |
| 1967  | D3        | Класс Б                              | V зона                               | 36                                   | 19                                   | 11                                   | 6                                    | 53—21                                | 49                                   | 3–е                                  | 1/16                                 | Пилихоца                             | 7                                    | Феликс Мирский                            |
| 1967  | D3        | Класс Б                              | 1 группа                             | 4                                    | 1                                    | 1                                    | 2                                    | 3—3                                  | 3                                    | 3–е                                  | 1/16                                 | Пилихоца                             | 7                                    | Феликс Мирский                            |
| 1968  | D2        | Класс А (2)                          | 3 подгруппа                          | 40                                   | 7                                    | 15                                   | 18                                   | 30—61                                | 29                                   | 21–е                                 | 1/16                                 | Гусев                                | 5                                    | Феликс Мирский                            |
| 1969  | D2        | Класс А (2)                          | 2 зона                               | 22                                   | 5                                    | 6                                    | 11                                   | 16—30                                | 16                                   | 11–е                                 | —                                    | Левин                                | 6                                    | Феликс Мирский                            |
| 1969  | D2        | Класс А (2)                          | 2 этап                               | 12                                   | 3                                    | 2                                    | 7                                    | 6—10                                 | 24–е                                 |                                      | —                                    | Левин                                | 6                                    | Феликс Мирский                            |
| 1970  | D3        | Класс Б                              | 4 зона                               | 34                                   | 2                                    | 6                                    | 26                                   | 13—56                                | 10                                   | 18–е                                 | —                                    | Коробков                             | 1                                    | Юрий Дземешкевич                          |
| 1971  | D3        | Вторая лига                          | 5 зона                               | 34                                   | 13                                   | 9                                    | 12                                   | 35—35                                | 35                                   | 8–е                                  | —                                    | Вознюк                               | 4                                    | Валерий Калугин                           |
| 1972  | D3        | Вторая лига                          | 6 зона                               | 36                                   | 12                                   | 8                                    | 16                                   | 40—39                                | 44                                   | 13–е                                 | —                                    | Пресняков                            | 7                                    | Валерий Турлыгин                          |
| 1973  | D3        | Вторая лига                          | 5 зона                               | 32                                   | 9                                    | 7                                    | 16                                   | 34—54                                | 22                                   | 11–е                                 | —                                    | Пресняков                            | 13                                   | Константин Дмитриев                       |
| 1974  | D3        | Вторая лига                          | 4 зона                               | 40                                   | 16                                   | 10                                   | 14                                   | 49—40                                | 42                                   | 11–е                                 | –                                    | Пресняков                            | 18                                   | Феликс Мирский                            |
| 1975  | D3        | Вторая лига                          | 4 зона                               | 32                                   | 12                                   | 9                                    | 11                                   | 35—34                                | 33                                   | 8–е                                  | –                                    | Пресняков                            | 15                                   | Феликс Мирский                            |